# 拓跋忠
拓跋 忠（たくばつ ちゅう、生没年不詳）は、北魏の皇族。城陽公。字は仙徳。

## 経歴
常山王拓跋素の子として生まれた。孝文帝のとき、右僕射に累進した。城陽公の爵位を受け、侍中・鎮西将軍の位を加えられた。480年（太和4年）、病のため引退し、病身を高柳で養った。諡は宣といった。

## 子女
17人の子があった。
- 元盛（字は始興、城陽公、謁者僕射）
- 元寿興
- 元益生

## 伝記資料
- 『魏書』巻15 列伝第3
- 『北史』巻15 列伝第3